# Anasz Baní Jászín
Anasz Valíd Hálid Baní Jászín (arabul: أَنَس وَلِيْد خَالِد بَنِيّ يَاسِيْن, Irbid, 1988. november 29. –) jordániai válogatott labdarúgó, a szaúd-arábiai er-Ráíd hátvédje.

## Pályafutása

### A válogatottban
A jordán válogatottban 2008. augusztus 13-án mutatkozott be a 2008-as Nyugat-ázsiai labdarúgó-bajnokságon a Katar ellen 3–0-ra megnyert mérkőzésen. Részt vett a 2011-es, a 2015-ös és a 2019-es Ázsia-kupán is.
Behívót kapott a 2023-as Ázsia-kupára. A tornán csapatkapitányként tevékenykedett, de csak a Bahrein elleni csoportmérkőzésen lépett pályára, végül a jordán csapat ezüstérmet nyert.